# Daniel Farke
Daniel Farke (pronunciación en alemán: /ˈdaːnjəl ˈfaːʁkə/; Büren, Westfalia, Alemania Federal; 30 de octubre de 1976) es un exfutbolista y entrenador alemán. Actualmente dirige al Leeds United de la Premier League de Inglaterra.

## Trayectoria

### Como jugador
Farke se desempeñaba como delantero, jugó gran parte de su carrera en el SV Lippstadt 08, donde estuvo por tres temporadas. Gran parte de su carrera fue en divisiones menores del fútbol alemán.

### Como entrenador
Estuvo seis años a cargo del SV Lippstadt 08, donde llevó al club desde la sexta categoría a la cuarta división, uno de los grandes sucesos en la historia del club. Luego de su salida del Lippstadt, dirigió por dos temporadas al Borussia Dortmund II, equipo reserva del Borussia Dortmund.

#### Norwich City
El 25 de mayo de 2017, fue nombrado nuevo entrenador del Norwich City de la EFL Championship por dos años. Terminó su primer año en el club en la posición N°14 de la tabla. 
Durante la siguiente temporada, fue nombrado entrenador del mes de noviembre de la Sky Bet Championship 2018. Ganó el Championship ese año, y aseguró el regreso del Norwich a la Premier League. Tras varios ascensos y descensos, el 6 de noviembre de 2021, fue destituido de su cargo tras conseguir su primera victoria de la temporada contra el Brentford FC por 1-2.

#### Krasnodar
El 13 de enero de 2022, firmó por el FC Krasnodar de la Liga Premier de Rusia, hasta el año 2024. Sin embargo, dos meses después de su nombramiento, renunció al cargo debido a la invasión rusa de Ucrania de 2022, por lo que no llegó a dirigir al equipo ruso en ningún partido.

#### Borussia Mönchengladbach
El 4 de junio de 2022, se incorporó al Borussia Mönchengladbach por las próximas tres temporadas, hasta el 2025. No obstante, fue despedido después de un solo curso al mando del equipo alemán, el 2 de junio de 2023.

#### Leeds United
El 4 de julio de 2023, se comprometió con el Leeds United para las 4 próximas temporadas. A pesar de acumular 90 puntos en su primera temporada, el equipo perdió el ascenso automático a la Premier League y, semanas más tarde, cayó también en la final del play-off ante Southampton. Un año después, obtuvo el ascenso a la máxima categoría del fútbol inglés con dos jornadas de anticipación tras la derrota del Sheffield United ante el Burnley. El 3 de mayo de 2025, conquistó el título de la EFL Championship tras vencer al Plymouth Argyle en la última jornada.

## Clubes y estadísticas

### Como jugador
| Club             | País     | Año       | Part.   | Goles  |
| ---------------- | -------- | --------- | ------- | ------ |
| SV Lippstadt 08  | Alemania | 2001-2003 | 127 (+) | 81 (+) |
| SV Wilhelmshaven | Alemania | 2003-2005 | 57      | 27     |
| Bonner SC        | Alemania | 2005-2006 | 10      | 4      |
| SV Lippstadt 08  | Alemania | 2006      | 12      | 4      |
| SV Meppen        | Alemania | 2006-2007 | 24      | 5      |
| SV Lippstadt 08  | Alemania | 2007-2008 | 6       | 1      |

### Como entrenador
| Equipo                              | Div.                | Temporada           | Liga | Liga | Liga | Liga | Liga |    | Copa | Copa | Copa | Copa |   | Internacional | Internacional | Internacional | Internacional | Internacional |   | Otros | Otros | Otros | Otros |     | Totales     | Totales | Totales | Totales | Totales | Totales | Totales | Totales |
| Equipo                              | Div.                | Temporada           | PD   | G    | E    | P    | Pos. | PD | G    | E    | P    | PD   | G | E             | P             | Pos.          | PD            | G             | E | P     | PD    | G     | E     | P   | Rendimiento | GF      | GC      | Dif.    |         |         |         |         |
| ----------------------------------- | ------------------- | ------------------- | ---- | ---- | ---- | ---- | ---- | -- | ---- | ---- | ---- | ---- | - | ------------- | ------------- | ------------- | ------------- | ------------- | - | ----- | ----- | ----- | ----- | --- | ----------- | ------- | ------- | ------- | ------- | ------- | ------- | ------- |
| Borussia Dortmund II · Alemania     | 4.ª                 | 2015-16             | 22   | 13   | 6    | 3    | 4.º  | -  | -    | -    | -    | -    | - | -             | -             | -             | -             | -             | - | -     | 22    | 13    | 6     | 3   | 68.18%      | 44      | 18      | +26     |         |         |         |         |
| Borussia Dortmund II · Alemania     | 4.ª                 | 2016-17             | 34   | 16   | 15   | 3    | 2.º  | -  | -    | -    | -    | -    | - | -             | -             | -             | -             | -             | - | -     | 34    | 16    | 15    | 3   | 61.77%      | 54      | 25      | +29     |         |         |         |         |
| Borussia Dortmund II · Alemania     | Total               | Total               | 56   | 29   | 21   | 6    | -    | -  | -    | -    | -    | -    | - | -             | -             | -             | -             | -             | - | -     | 56    | 29    | 21    | 6   | 64.29%      | 98      | 43      | +55     |         |         |         |         |
| Norwich City Inglaterra             | 2.ª                 | 2017-18             | 46   | 15   | 15   | 16   | 14.º | 6  | 3    | 2    | 1    | -    | - | -             | -             | -             | -             | -             | - | -     | 51    | 18    | 17    | 17  | 46.4%       | 61      | 67      | -6      |         |         |         |         |
| Norwich City Inglaterra             | 2.ª                 | 2018-19             | 46   | 27   | 13   | 6    | 1.º  | 5  | 3    | 0    | 2    | -    | - | -             | -             | -             | -             | -             | - | -     | 51    | 30    | 13    | 8   | 67.32%      | 104     | 65      | +39     |         |         |         |         |
| Norwich City Inglaterra             | 1.ª                 | 2019-20             | 38   | 5    | 6    | 27   | 20.º | 5  | 2    | 1    | 2    | -    | - | -             | -             | -             | -             | -             | - | -     | 43    | 7     | 7     | 29  | 21.71%      | 34      | 82      | -48     |         |         |         |         |
| Norwich City Inglaterra             | 2.ª                 | 2020-21             | 46   | 29   | 10   | 7    | 1.º  | 3  | 1    | 0    | 2    | -    | - | -             | -             | -             | -             | -             | - | -     | 49    | 30    | 10    | 9   | 68.02%      | 78      | 40      | +38     |         |         |         |         |
| Norwich City Inglaterra             | 1.ª                 | 2021-22             | 11   | 1    | 2    | 8    | Inc. | 2  | 1    | 0    | 1    | -    | - | -             | -             | -             | -             | -             | - | -     | 13    | 2     | 2     | 9   | 20.51%      | 11      | 29      | -19     |         |         |         |         |
| Norwich City Inglaterra             | Total               | Total               | 187  | 77   | 46   | 64   | -    | 21 | 10   | 3    | 8    | -    | - | -             | -             | -             | -             | -             | - | -     | 208   | 87    | 49    | 72  | 49.68%      | 288     | 283     | +5      |         |         |         |         |
| Borussia Mönchengladbach · Alemania | 1.ª                 | 2022-23             | 34   | 11   | 10   | 13   | 10.º | 2  | 1    | 0    | 1    | -    | - | -             | -             | -             | -             | -             | - | -     | 36    | 12    | 10    | 14  | 42.59%      | 62      | 58      | +4      |         |         |         |         |
| Borussia Mönchengladbach · Alemania | Total               | Total               | 34   | 11   | 10   | 13   | -    | 2  | 1    | 0    | 1    | -    | - | -             | -             | -             | -             | -             | - | -     | 36    | 12    | 10    | 14  | 42.59%      | 62      | 58      | +4      |         |         |         |         |
| Leeds United Inglaterra             | 2.ª                 | 2023-24             | 46   | 27   | 9    | 10   | 3.º  | 6  | 3    | 2    | 1    | -    | - | -             | -             | -             | 3             | 1             | 1 | 1     | 55    | 31    | 12    | 12  | 63.63%      | 98      | 51      | +47     |         |         |         |         |
| Leeds United Inglaterra             | 2.ª                 | 2024-25             | 46   | 29   | 13   | 4    | 1.º  | 3  | 1    | 0    | 2    | -    | - | -             | -             | -             | -             | -             | - | -     | 49    | 30    | 13    | 6   | 70.06%      | 96      | 35      | +61     |         |         |         |         |
| Leeds United Inglaterra             | 1.ª                 | 2025-26             | 1    | 1    | 0    | 0    | -    | 0  | 0    | 0    | 0    | -    | - | -             | -             | -             | -             | -             | - | -     | 1     | 1     | 0     | 0   | 100%        | 1       | 0       | +1      |         |         |         |         |
| Leeds United Inglaterra             | Total               | Total               | 93   | 57   | 22   | 14   | -    | 9  | 4    | 2    | 3    | -    | - | -             | -             | -             | 3             | 1             | 1 | 1     | 105   | 62    | 25    | 18  | 66.99%      | 195     | 86      | +109    |         |         |         |         |
| Total en su carrera                 | Total en su carrera | Total en su carrera | 370  | 174  | 99   | 97   | -    | 32 | 15   | 5    | 12   | -    | - | -             | -             | -             | 3             | 1             | 1 | 1     | 405   | 190   | 105   | 110 | 55.55%      | 643     | 470     | +173    |         |         |         |         |
| 1. 2.                               |                     |                     |      |      |      |      |      |    |      |      |      |      |   |               |               |               |               |               |   |       |       |       |       |     |             |         |         |         |         |         |         |         |

#### Resumen por competiciones
| Competición      | Partidos | Ganados | Empatados | Perdidos | %      | Resultado        |
| ---------------- | -------- | ------- | --------- | -------- | ------ | ---------------- |
| Regionalliga     | 56       | 29      | 21        | 6        | 64.29% | Subcampeón       |
| Bundesliga       | 34       | 11      | 10        | 13       | 42.15% | 10.º lugar       |
| Copa de Alemania | 2        | 1       | 0         | 1        | 50%    | Segunda ronda    |
| EFL Championship | 233      | 128     | 61        | 44       | 63.67% | Campeón          |
| Premier League   | 50       | 7       | 8         | 35       | 19.33% | 20.º lugar       |
| FA Cup           | 15       | 6       | 4         | 5        | 48.89% | Cuartos de final |
| EFL Cup          | 15       | 8       | 1         | 6        | 55.55% | Cuarta ronda     |
| TOTAL            | 405      | 190     | 105       | 110      | 55.55% | 5 Títulos        |

## Palmarés como entrenador

### Campeonatos nacionales
| Título             | Club            | País       | Año  |
| ------------------ | --------------- | ---------- | ---- |
| Westfalenliga      | SV Lippstadt 08 | Alemania   | 2012 |
| Oberliga Westfalen | SV Lippstadt 08 | Alemania   | 2013 |
| EFL Championship   | Norwich City    | Inglaterra | 2019 |
| EFL Championship   | Norwich City    | Inglaterra | 2021 |
| EFL Championship   | Leeds United    | Inglaterra | 2025 |